# شيش كفتة
شيش كفتة (  ( بالتركية Şiş köfte, )  هو نوع من أطباق الكفتة على طريقة الكباب في المطبخ التركي .
يتكون الطبق من لحم الضأن المفروم أو لحم الضأن أو لحم العجل أو خليط من هذه اللحوم الممزوجة بالأعشاب ، بما في ذلك البقدونس والنعناع، ويوضع على سيخ ويشوي . يتم تقديمه عادةً مع بيلاف (أرز على الطريقة التركية أو قمح البرغل) والسلطة. هناك العديد من الاختلافات الإقليمية في شيش كفتة مصنوعة بشكل رئيسي من لحم العجل .

## كباب بوردو
تشتهر مدينة بوردور بتنوعها المميز من كفتة الشيش المعروفة باسم بوردور شيش،  والتي تُصنع تقليديًا من لحم الماعز المفروم (أو أكثر شيوعًا مع اللحم البقري اليوم)،  بالملح ولكن بدون توابل أو أعشاب، و تؤكل مع نوع خاص من الخبز العربي . تم الاعتراف رسميًا بوردور شيش كنوع مميز من شيش كفتة من قبل مكتب براءات الاختراع والعلامات التجارية التركي في عام 2010.
شيش كفتة هو أيضا أساس يوغورتلو كباب (كباب مع اللبن).

## أنظر أيضا
- إيفابي
- بوردور شيش
- كباب
- قائمة الكباب
- شيش كباب
- كباب لولا
- كباب كوبيده